# Ptilodegeeria umbripennis
Ptilodegeeria umbripennis är en tvåvingeart som först beskrevs av Wulp 1890.  Ptilodegeeria umbripennis ingår i släktet Ptilodegeeria och familjen parasitflugor. Inga underarter finns listade i Catalogue of Life.